# 호르모틸라과
호르모틸라과(Hormotilaceae)는 녹조강 클라미도모나스목에 속하는 녹조류과의 하나이다. 3속 4종으로 이루어져 있다.

## 하위 속
- Dendrocystis - 유일종 D. raoi
- Heleococcus - 2종
- 호르모틸라속 (Hormotila) - 녹색반점말과로 분류.
- Palmodactylon - 유일종 P. simplex
- Palmodictyon - 라디오콕쿠스과로 분류.
- Planochloris - 스파이로키스티스과로 분류.